# 高懷德
高懷德（926年—982年），字藏用，真定常山（今河北省正定）人。北宋初年將領。

## 生平
性格率真，不拘小節，精音律。年輕時隨父高行周從軍。後晉開運元年（944年），有遼軍南襲，他隨父出戰，兵困於戚城（今河南省濮阳市北），竟單騎挾父殺出重圍。後周顯德四年（957年），周世宗攻南唐壽春（今安徽壽縣），敵軍劉仁贍築寨據守，懷德奉命深入敵營偵察，夜渡淮河，清晨兵臨壽春城下，抓住一名敵兵，獲得敵營情報，甚獲世宗賞識。後因擁立趙匡胤稱帝，娶燕國长公主為妻，加拜驸马都尉，升殿前副都點檢。
建隆元年（960年），昭義軍節度使李筠起兵叛於上黨（長治），太祖令懷德與石守信率兵進討，北漢劉鈞按兵不動，首戰長平告捷，又破李筠部於澤州（山西晉城），李筠退守澤州。六月，趙匡胤親征，李筠自焚而亡。建隆二年（961年），改封归德军节度。开宝六年秋，加拜同平章事，冬季，燕国长公主去世，辞去驸马都尉职位。宋太宗即位，兼任侍中，加检校太师。太平兴国四年（979年）跟随太宗灭北汉，改镇曹州，封冀国公。太平興國七年（982年）改封武胜军节度，同年七月病逝，年五十七岁。追赠中书令，追封渤海郡王，谥号武穆。
高怀德之子高处恭，官终右监门卫大将军。高处恭弟高处俊，官至西京作坊使。燕国长公主所生女高氏受封为长乐郡主，后又被宋仁宗封为仁寿公主。